# Амбри (Швейцария)
Амбри (итал. Ambrì) — деревня в швейцарском италоязычном кантоне Тичино, в округе Левентина, на юго-западном берегу реки Тичино. Входит в коммуну Куинто.
В деревне базируется хоккейный клуб «Амбри-Пиотта», выступающий в Швейцарской национальной лиге.

## География
Деревня Амбри расположена в округе Левентина, на юго-западном берегу реки Тичино и ниже Лепонтинских Альп, рядом с соседней деревней Пиотта. Другие деревни, расположенные недалеко от Амбри, — это Роди и Фиессо. Городок находится в 2 км от Квинто, в 7 км от Айроло и в 50 км от Беллинцоны.

## Транспорт
В Амбри имеется свой собственный аэропорт. До 1994 года аэропорт был военным. Сейчас здесь проходят различные развлекательные мероприятия, включая авиашоу.
Также здесь есть железная дорога.

## Спорт
Амбри является популярным местом для пешего туризма.
В 1937 году в городе был основан хоккейный клуб «Амбри-Пиотта» (итал. HC Ambrì-Piotta). С 1985 года команда непрерывно выступает в Швейцарской национальной лиге — высшем хоккейном дивизионе страны.
Домашней ареной команды является «Писта ла Валаскиа» общей вместимостью в 7 000 зрителей.